# 11942 Guettard
A 11942 Guettard (ideiglenes jelöléssel 1993 NV) a Naprendszer kisbolygóövében található aszteroida. Eric Walter Elst fedezte fel 1993. július 12-én.